# Hasport/Annenheide
Hasport/Annenheide ist ein Stadtteil der kreisfreien Stadt Delmenhorst im Oldenburger Land in Niedersachsen. Im Jahr 2010 hatte der Ort 4.144 Einwohner.

## Geografie und Verkehrsanbindung

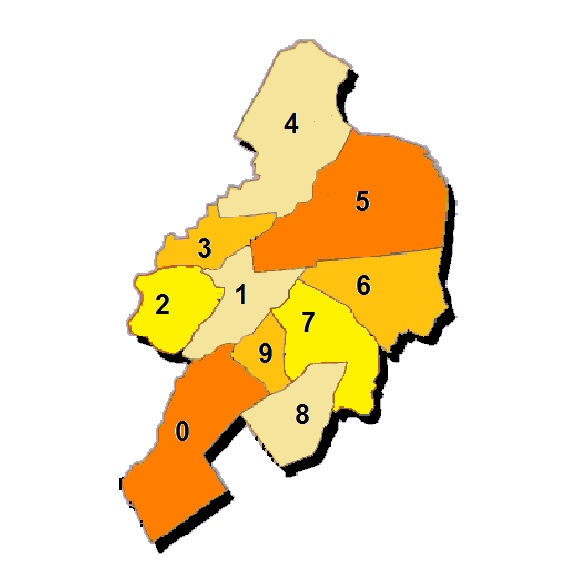
Stadtteile Delmenhorsts; 8 = Hasport/Annenheide

Der Stadtteil, an dessen nördlichem Rand die A 28 mit der Autobahnabfahrt Delmenhorst-Hasport verläuft, erstreckt sich im südöstlichen Teil des Stadtgebietes von Delmenhorst.